# مهدی امیرقاسم‌خانی
مهدی امیرقاسم خانی معروف به خانی (زاده ۱۳۰۶ - درگذشته ۸ دی ۱۳۷۴) کارگردان، فیلم‌بردار و تدوین‌گر اهل ایران بود.
وی مؤسس استودیو آریا فیلم و یکی از مؤسسان سازمان سینمایی مهرگان فیلم بوده‌است.

## فعالیت‌های حرفه‌ای

### کارگردان
- حادثه جویان (۱۳۴۹)
- قوز بالا قوز (۱۳۴۹)
- چرخ بازیگر (۱۳۴۷)
- آقا موچول (۱۳۴۵)
- افق روشن (۱۳۴۴)
- آخرین هوس (۱۳۳۹)

### تهیه‌کننده
- افق روشن (۱۳۴۴)

### مدیر فیلم‌برداری
- بت‌شکن (فیلم) (۱۳۵۵)
- بی گناه (۱۳۵۵)
- بابا خالدار (۱۳۵۴)
- فاصله (فیلم ۱۳۵۴) (۱۳۵۴)
- مرد شرقی و زن فرنگی (۱۳۵۴)
- قصه شب (۱۳۵۲)
- قیامت عشق (۱۳۵۲)
- نعمت نفتی (۱۳۵۲)
- عزیز قرقی (۱۳۵۰)
- پاسداران دریا (۱۳۴۴)
- آقای هفت رنگ (۱۳۴۲)
- دختر کوهستان (۱۳۴۲)

### تدوین
- مریم و مانی (۱۳۵۷)
- بت‌شکن (۱۳۵۵)
- بی گناه (۱۳۵۵)
- فاصله (۱۳۵۴)
- مرد شرقی و زن فرنگی (۱۳۵۴)
- ممل آمریکایی (۱۳۵۴)
- سلام بر عشق (فیلم ۱۳۵۳) (۱۳۵۳)
- آقا مهدی کله‌پز (۱۳۵۲)
- قصه شب (۱۳۵۲)
- قیامت عشق (۱۳۵۲)
- آقا موچول (۱۳۴۵)
- جهان پهلوان (فیلم) (۱۳۴۵)
- حاتم طائی (۱۳۴۵)
- کلاه نمدی (۱۳۴۵)
- افق روشن (۱۳۴۴)
- خروس جنگی (۱۳۴۴)
- دختر کوهستان (۱۳۴۲)
- مادر فداکار (۱۳۴۲)
- زن دشمن خطرناکیست (۱۳۴۱)